# Джума-мечеть (Наримановский район)
Абу Бакр джума-мечеть (азерб. Nərimanov rayon Cümə məscidi) — мечеть, построенная в 1997 году в Баку (Азербайджан). До реконструкции 2021—2023 гг. носила название мечеть Абу Бакр (азерб. Əbu Bəkr məscidi) в честь Абу Бакра ас-Сиддика.

## История
Построена благотворительными исламскими организациями Азербайджана и Кувейта. Является одной из самых больших суннитских мечетей  Азербайджана. В азербайджанских СМИ прихожан мечети обвиняли в радикализме и поддержке ваххабизма. Гамет Сулейманов, имам мечети Абу Бакр, неоднократно отрицал обвинения в ваххабизме и называл их клеветой
По пятницам мечеть Абу Бакр посещают около от 6 до 10 тысяч человек[обновить данные]. При мечети проводились уроки арабского языка, толкования Корана, хадисоведения и исламского богословия. Во время месяца Рамадан в мечети осуществляется разговение и проводятся ночные молитвы-таравих.
В мечети имеется отдельное помещение для женщин. Рядом с мечетью находится магазин исламской литературы, одежды и парфюмерии.
17 августа 2008 года в окно мечети были брошены две ручные гранаты. В результате погибли 2 человека и ещё 18 получили ранения различной степени тяжести. Среди раненых оказался и имам мечети Гамет Сулейманов. Полиция Азербайджана выявила, что взрыв совершили члены группы «Лесные братья», лидер которой Ильгар Моллачиев был убит в Дагестане. В октябре 2008 года Наримановский районный суд вынес решение, разрешающее верующим посещать мечеть.
В 2021 году начались восстановительно-укрепительные работы, также было объявлено, что после капитального ремонта мечеть будет функционировать под названием «Джума-мечеть». Реконструкция мечети завершилась в 2023 году.